# Какавадзор (Араґацотн)
Какавадзор (вірм. Կաքավաձոր) — село в марзі Арагацотн, на заході Вірменії. Село розташоване за 21 км на схід від міста Талін, за 40 км на північний захід від міста Аштарак, за 2 км на захід від села Діан, за 2 км на південь від села Отеван, за 5 км на південний схід від села Верін Базмаберд та за 4 км на північний схід від села Неркін Базмаберд. На околиці села розташована археологічна місцевість у Какаваберді (ІІ-І тис. до н.е.).